# مستعمرة كولومبيا البريطانية (1858-1866)

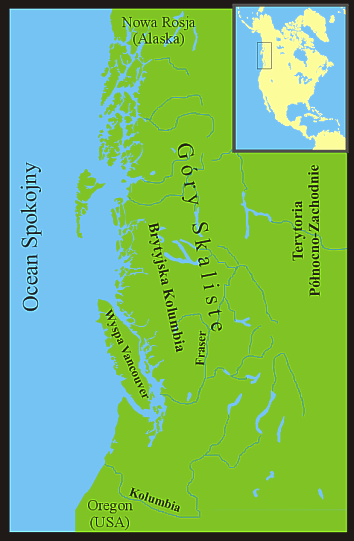
صورة توضيحية لكولومبيا البريطانية

مستعمرة كولومبيا البريطانية كانت مستعمرة ملكية في أمريكا الشمالية البريطانية منذ عام 1858 حتى عام 1866. وقد أسسها التاج البريطاني، الذي عين جيمس دوغلاس كأول حاكم للمستعمرة، وكان دوغلاس آنذاك حاكم المستعمرة المجاورة جزيرة فانكوفر (التي تأسست عام 1849). كان ريتشارد كليمنت مودي أول مفوض للأراضي والأشغال في المستعمرة. عند إنشاء المستعمرة، كانت تشكل فعليًا ما يقرب من نصف المقاطعة الكندية الحالية لكولومبيا البريطانية. ولم تشمل مستعمرة جزيرة فانكوفر، أو المناطق الشاسعة شمال نهري ناس وفينلاي، أو المناطق الواقعة شرق جبال روكي، أو أي من الجزر الساحلية؛ وقد استُثنيت مستعمرة جزر الملكة شارلوت التي ألحقت بالمستعمرة وقت تأسيسها في عام 1858. ودُمج إقليم ستيكين معها في عام 1863، ثم دمجت عام 1866 مع مستعمرة جزيرة فانكوفر لتشكيل مستعمرة جديدة لكولومبيا البريطانية.

## خلفية
أدت عمليات التنقيب التي قام بها جيمس كوك وجورج فانكوفر وامتيازات إسبانيا عام 1794 إلى ظهور مطالبات بريطانية بالمنطقة الساحلية شمال كاليفورنيا. وظهرت مطالبات مماثلة في الداخل من خلال استكشافات رجال مثل جون فينلاي، والسير ألكسندر ماكينزي، وسيمون فرايزر، وصموئيل بلاك، وديفيد تومسون، ومن خلال إنشاء مراكز تجارة الفراء لاحقًا من قبل شركة الشمال الغربي وشركة خليج هدسون. ومع ذلك، حتى عام 1858، كانت المنطقة التي تضم الآن البر الرئيسي لمقاطعة كولومبيا البريطانية منطقة غير منظمة في أمريكا الشمالية البريطانية وضمت منطقتين لتجارة الفراء: نيو كاليدونيا، شمال منطقة تصريف نهر تومسون. ومنطقة كولومبيا الواقعة جنوب نهر تومسون وعبر حوض نهر كولومبيا.
مع التوقيع على معاهدة واشنطن في عام 1846، التي أنشأت الحدود الأمريكية على طول خط العرض 49، نقلت شركة خليج هدسون مقر عملياتها الغربية من فورت فانكوفر على نهر كولومبيا (فانكوفر حاليًا، واشنطن) إلى فورت فيكتوريا المنشأ حديثًا، على الطرف الجنوبي لجزيرة فانكوفر. وأصبحت جزيرة فانكوفر وجزر الخليج المحيطة بها في مضيق جورجيا مستعمرة للتاج في عام 1849. وفي الوقت نفسه، استمر البر الرئيسي بالعمل تحت الإدارة الفعلية لشركة خليج هدسون، التي صادف أن رئيسها التنفيذي، جيمس دوغلاس، كان أيضًا حاكمًا لجزيرة فانكوفر. لم يتجاوز عدد سكان البر الرئيسي من غير السكان الأصليين خلال هذا الوقت نحو 150 في فورت فيكتوريا، معظمهم من موظفي شركة خليج هدسون وعائلاتهم.

## فترة حكم جيمس دوغلاس
بحلول عام 1857، بدأ الأمريكيون والبريطانيون يستجيبون إلى شائعات الذهب في منطقة نهر تومسون. وبين عشية وضحاها، انتقل ما يقرب من عشرة إلى عشرين ألف رجل إلى المنطقة حول ييل الحالية في كولومبيا البريطانية، ما أدى إلى بدء حمى الذهب عند أخدود فرايزر. قام الحاكم دوغلاس - الذي ليس لديه سلطة قانونية على نيو كاليدونيا - بوضع زورق حربي عند مدخل نهر فرايزر لممارسة هذه السلطة من خلال جمع التراخيص من المنقبين الذين يحاولون شق طريقهم باتجاه المنبع. ولتطبيع ولايتها القضائية، وتقويض أي مطالبات لشركة خليج هدسون لثروة موارد البر الرئيسي، جرى تحويل المنطقة إلى مستعمرة ملكية في 2 أغسطس عام 1858 من قبل برلمان المملكة المتحدة، وأطلق عليها اسم كولومبيا البريطانية. عُرض على دوغلاس منصب حاكم المستعمرة الجديدة من قبل وزير الدولة للمستعمرات السير إدوارد بولوير لايتون، بشرط أن يقطع علاقته مع شركة خليج هدسون. قبل دوغلاس هذه الشروط، ووسام الفروسية.
تطلب تدفق الأشخاص إلى المستعمرة الجديدة من دوغلاس التصرف بسرعة بوضع القوانين وإنشاء البنية التحتية. وجرى تعيين القضاة والشرطة، ووضع قوانين التعدين، ومسح مواقع البلدات في ييل، وهوب، وفورت لانغلي لإيقاف الاستيطان العشوائي على أرض ملكية. بالإضافة إلى ذلك، أنشأت الطرق في المناطق الأكثر استكشافًا للتعدين حول ليلويت ولايتون. ومع ذلك، لم تُمنح المستعمرة على الفور تجمعًا استعماريًا تمثيليًا، بسبب عدم اليقين بشأن ما إذا كانت حمى الذهب ستفرز سكانًا مستقرين. شعر دوغلاس بالارتياح، وكان قد عانى من صراعات غير سعيدة مع الجمعية في جزيرة فانكوفر.
لم تدم حمى الذهب طويلاً، وكان نزوح عمال المناجم والمضاربين والتجار جاريًا بالفعل بحلول الوقت الذي حدد فيه المهندسون الملكيون العاصمة الجديدة للمستعمرة في نيو ويستمينيستر. استمر التنقيب، ومع ذلك، فإن الاكتشافات الإضافية في المناطق الداخلية في منطقة كاريبو في عام 1860 أشارت إلى حمى الذهب الوشيكة الثانية. كان التزود بالمؤن مشكلة حادة، ومع الاكتشافات الأكثر بعدًا أصبح من الواضح أن قطارات العربات يجب أن تحل محل مجموعة الخيول، ما يستلزم بنية تحتية جديدة.
طوال فترة ولاية دوغلاس انخرط في عداء مرير مع ريتشارد كليمنت مودي.